# Каллистон
Каллистон, Бельтистон, Вартын-Богаз (греч. «прекраснейший») — перевал Главной гряды Крымских гор высотой 820 метров. Находится восточнее Караби-яйлы. К югу-востоку от перевала амфитеатр — верховья бассейна реки Ускут, в 150 метрах южнее перевала родник Каллистон-Чокрак, к северу-западу долина верховья бассейна реки Тонас (Танасу). Перевал между вершинами Шуври (1015 м) на северо-востоке и Хриколь (1036 м) на юго-западе. Седло перевала — луговая поляна. Окрестности поросли разреженными широколиственными лесами.
Район туризма. Через перевал проходит тропа туристического маршрута № 177. Со средних веков через перевал ведёт дорога.